# Solent Eye
A Solent Eye egy bejelentett óriáskerék, melyet a Clarence Pier vidámparkban fognak felépíteni Southsea-ben (Portsmouth, Anglia).
Az óriáskerék az első tervek szerint 55 méter magas lett volna, de a városi tanács túl nagynak ítélte meg, ezért a terveket 40 méterre módosították, és 40 kapszula helyett 30-ra csökkentették azok számát. Valamivel később rájöttek, hogy mégis nagyobbnak kéne lennie, ezért az eredeti tervek alapján 55 méter magas építményre adott engedélyt a tanács. Várható építési költsége 2 millió angol fontra tehető.